# Mattias Moström
Mattias Kent Moström (geboren op 25 februari 1983) is een Zweedse voetballer die uitkomt voor de Noorse club Molde, als een middenvelder . Hij startte zijn carrière bij AIK, hierna maakte hij zijn debuut bij FC Café Opera . Later keerde hij terug naar AIK voordat hij in 2007 verhuisde naar zijn huidige club Molde.

## Carrière

### Jeugd
Moström werd geboren in Stockholm en begon op zijn zesde te voetballen bij AIK en werd tijdens zijn jeugd geselecteerd voor het ontwikkelingsteam van de club. Hij stapte over naar FC Café Opera in het seizoen 2001, waar hij zijn debuut maakte op het hoogste niveau. Hij speelde drie seizoenen voor de club.

### AIK
In 2004 keerde Moström terug naar zijn oude club AIK, waar hij een contract tekende tot het einde van het seizoen van 2007.
Moström maakte zijn debuut in Allsvenskan toen hij als invaller aan de start kwam in de openingswedstrijd van het seizoen 2004 tegen Sundsvall . Hij begon zijn eerste partij voor AIK tegen Halmstad op de vijfde speeldag en werd al snel een vaste waarde in het team en veroverde een basisplaats bij AIK. Moström scoorde zijn eerste doelpunt in Allsvenskan toen hij op 23 mei 2004 het winnende doelpunt tegen Landskrona scoorde.
Na het seizoen 2006 vertelde AIK's nieuwe hoofdtrainer Rikard Norling aan Moström dat hij geen deel uitmaakte van zijn toekomstplannen en dat hij vrij was om een nieuwe club te vinden. Moström die in totaal 14 seizoenen voor AIK had gespeeld, verklaarde vervolgens dat hij naar het buitenland wilde verhuizen, zodat hij AIK niet in een wedstrijd hoefde te ontmoeten.

### Molde
Mattias Moström tekende een contract van drie jaar bij de Noorse eerste divisieclub Molde in januari 2007, ondanks het feit dat hij werd gescout door de Tippeligaen- club Aalesund. Hij maakte zijn debuut in Molde op 9 april 2007 in de 2-3 overwinning op Sogndal.
Moström tekende een pre-contract bij de Zweedse club Kalmar FF in juli 2011 en zou lid worden van de club toen zijn contract bij Molde na het seizoen 2011 afliep. Moström veranderde echter van gedachten, en vroeg Kalmar FF of ze het contract konden vernietigen, en in plaats daarvan tekende hij een nieuw contract met Molde dat tot het einde van het seizoen 2014 duurde. Hij maakte 27 optredens en scoorde drie doelpunten in de Tippeligaen dat seizoen waarin Molde zijn eerste landstitel won in de clubgeschiedenis. Na zes seizoenen bij Molde werd Moström de buitenlandse speler met de meeste wedstrijden voor Molde.Vanaf 22 juni 2019 heeft Moström 345 optredens voor Molde, het vierde hoogste aantal optredens van een speler voor de club.

## Privéleven
De jongere halfbroer van Moström, Marcus West, is ook een profvoetballer. Tijdens de voorbereidingenvan het seizoen 2014 speelden de twee voor het eerst tegen elkaar toen Molde AIK ontmoette in een oefenwedstrijd.

## Carrière statistieken
Vanaf 22 juni 2019
| Club         | Season       | Division     | League | League | Cup  | Cup   | Europe | Europe | Total | Total |
| Club         | Season       | Division     | Apps   | Goals  | Apps | Goals | Apps   | Goals  | Apps  | Goals |
| ------------ | ------------ | ------------ | ------ | ------ | ---- | ----- | ------ | ------ | ----- | ----- |
| AIK          | 2004         | Allsvenskan  | 19     | 3      | 1    | 0     | —      | —      | 20    | 3     |
| AIK          | 2005         | Superettan   | 27     | 2      | 1    | 0     | —      | —      | 28    | 2     |
| AIK          | 2006         | Allsvenskan  | 19     | 0      | 1    | 0     | —      | —      | 20    | 0     |
| AIK          | Total        | Total        | 65     | 5      | 3    | 0     | —      | —      | 68    | 5     |
| Molde        | 2007         | 1. divisjon  | 17     | 1      | 1    | 0     | —      | —      | 17    | 1     |
| Molde        | 2008         | Eliteserien  | 18     | 1      | 2    | 0     | —      | —      | 20    | 2     |
| Molde        | 2009         | Eliteserien  | 26     | 2      | 6    | 2     | —      | —      | 32    | 4     |
| Molde        | 2010         | Eliteserien  | 28     | 3      | 2    | 0     | 4      | 1      | 34    | 4     |
| Molde        | 2011         | Eliteserien  | 27     | 3      | 5    | 3     | —      | —      | 31    | 6     |
| Molde        | 2012         | Eliteserien  | 28     | 5      | 4    | 0     | 11     | 1      | 43    | 5     |
| Molde        | 2013         | Eliteserien  | 26     | 3      | 5    | 0     | 4      | 0      | 35    | 3     |
| Molde        | 2014         | Eliteserien  | 28     | 2      | 5    | 1     | 2      | 0      | 35    | 3     |
| Molde        | 2015         | Eliteserien  | 19     | 2      | 1    | 0     | 11     | 1      | 31    | 3     |
| Molde        | 2016         | Eliteserien  | 20     | 1      | 0    | 0     | 2      | 0      | 22    | 1     |
| Molde        | 2017         | Eliteserien  | 6      | 0      | 0    | 0     | —      | —      | 6     | 0     |
| Molde        | 2018         | Eliteserien  | 18     | 2      | 1    | 0     | 3      | 0      | 22    | 2     |
| Molde        | 2019         | Eliteserien  | 12     | 2      | 3    | 0     | 0      | 0      | 15    | 2     |
| Molde        | Total        | Total        | 273    | 27     | 35   | 6     | 37     | 3      | 345   | 36    |
| Career Total | Career Total | Career Total | 338    | 32     | 38   | 6     | 37     | 3      | 413   | 41    |

## Erelijst
Molde
- Tippeligaen : 2011, 2012, 2014
- Noorse beker : 2013, 2014